# DFB-Ligapokal 1997
Der DFB-Ligapokal 1997 war die zweite Auflage eines Wettbewerbs dieses Namens in Deutschland, jedoch bei Teilnehmerzahl und Modus nur bedingt vergleichbar mit der Premiere des Wettbewerbs 1972/73. Teilnehmer waren die ersten sechs Mannschaften der vergangenen Bundesligasaison, einschließlich des DFB-Pokalsiegers VfB Stuttgart. Der Meister FC Bayern München gewann durch ein 2:0 gegen den VfB Stuttgart im Finale in Leverkusen und war somit zweiter Ligapokalsieger der Geschichte und erster Sieger des Wettbewerbs nach neuem Modus. Erfolgreichster Torschütze mit zwei Toren wurde Giovane Élber vom Sieger FC Bayern München.

## Turnierverlauf

### Vorrunde
| Datum                      |                   | Ergebnis              |                     | Ort                        |
| -------------------------- | ----------------- | --------------------- | ------------------- | -------------------------- |
| 18. Juli 1997 um 20:30 Uhr | Karlsruher SC     | 2:2 (1:2) (6:5 i. E.) | Bayer 04 Leverkusen | Erzgebirgsstadion, Aue     |
| 20. Juli 1997 um 20:30 Uhr | Borussia Dortmund | 1:0 (0:0)             | VfL Bochum          | Stadion Oberwerth, Koblenz |

### Halbfinale
| Datum                      |                   | Ergebnis  |                   | Tore                     |
| -------------------------- | ----------------- | --------- | ----------------- | ------------------------ |
| 22. Juli 1997 um 19:00 Uhr | VfB Stuttgart     | 3:0 (2:0) | Karlsruher SC     | Bremer Brücke, Osnabrück |
| 23. Juli 1997 um 19:00 Uhr | FC Bayern München | 2:0 (1:0) | Borussia Dortmund | Rosenaustadion, Augsburg |

### Finale
| Paarung           | FC Bayern München – VfB Stuttgart |
| Ergebnis          | 2:0 (0:0) |
| Datum             | 26. Juli 1997 um 19:30 Uhr |
| Stadion           | Ulrich-Haberland-Stadion, Leverkusen |
| Zuschauer         | 15.000 |
| Schiedsrichter    | Jürgen Jansen (Essen) |
| Tore              | 1:0 Mario Basler (57.) 2:0 Giovane Élber (71.) |
| FC Bayern München | Oliver Kahn – Markus Babbel, Lothar Matthäus , Thomas Helmer – Dietmar Hamann, (86. Thorsten Fink), Thomas Strunz, Mario Basler (60. Mehmet Scholl), Christian Nerlinger, Bixente Lizarazu – Giovane Élber, Ruggiero Rizzitelli (Carsten Jancker) Cheftrainer: Giovanni Trapattoni ( Italien) |
| VfB Stuttgart     | Franz Wohlfahrt – Marco Haber, Zvonimir Soldo, Thomas Berthold – Matthias Hagner (72. Kristijan Đorđević), Murat Yakin, Gerhard Poschner, Thorsten Legat, Krassimir Balakow – Fredi Bobic, Jonathan Akpoborie (80. Matthias Becker) Cheftrainer: Joachim Löw                                  |
| Gelbe Karten      | Thomas Helmer, Dietmar Hamann – Zvonimir Soldo |

## Torschützen
| Rang | Spieler            | Verein              | Tore |
| ---- | ------------------ | ------------------- | ---- |
| 1    | Giovane Élber      | FC Bayern München   | 2    |
| 2    | Markus Babbel      | FC Bayern München   | 1    |
| 2    | Krassimir Balakow  | VfB Stuttgart       | 1    |
| 2    | Mario Basler       | FC Bayern München   | 1    |
| 2    | Stefan Beinlich    | Bayer 04 Leverkusen | 1    |
| 2    | Stéphane Chapuisat | Borussia Dortmund   | 1    |
| 2    | Sean Dundee        | Karlsruher SC       | 1    |
| 2    | Matthias Hagner    | VfB Stuttgart       | 1    |
| 2    | Ulf Kirsten        | Bayer 04 Leverkusen | 1    |
| 2    | Burkhard Reich     | Karlsruher SC       | 1    |
| 2    | Zvonimir Soldo     | VfB Stuttgart       | 1    |